# PinkNews
«Pink News» (в переводе с англ. — «розовые новости») — британский новостной сайт для ЛГБТ-сообщества. Основан в 2005 году Бенджамином Коэном. На сайте публикуются материалы, представляющие интерес для ЛГБТ-аудитории, в том числе новости, связанные с правами сексуальных и гендерных меньшинств в других странах, общественными движениями, такими как «Коалиция за равный брак», интервью с политиками и премьер-министрами Великобритании. Публикации отсортированы по рубрикам: развлечение, религия, политика, финансы, здравоохранение и т. д.
Бумажная версия The Pink News выходила с июня 2006 года до начала 2007 года.
Сайт позиционирует себя как неполитическое интернет-СМИ и не поддерживает конкретные политические партии, но освещает позицию политиков по вопросам прав геев. Pink News опубликовал интервью с тремя британскими премьер-министрами: Тони Блэром, Гордоном Брауном и Дэвидом Кэмероном.
В 2024 году более 30 бывших и нынешних сотрудников The Pink News обвинили основателя сайта Бенджамина Коэна и его супруга Энтони Джеймса в сексуальных домогательствах и травле на рабочем месте.